# 윤종호 (1949년)
윤종호(尹鍾皓, 아명(兒名)은 尹鍾鎬, 1949년 10월 13일 ~ )는 대한민국의 군인 겸 정치인 및 대학 교수이다.

## 생애

### 일생
서울에서 출생하였고 지난날 한때 어린 시절 한국 전쟁 피난기를 거쳐 경상남도 의령에서 잠시 유아기를 보낸 적이 있으며 그 후 경기도 수원에서 잠시 유년기를 보낸 적이 있는 그는 1968년 2월에 서울 경기고등학교를 졸업 직후 대한민국 육군 갑종사관으로 육군 소위 임관하였으며 이어 그 해 3년 연상의 한은주(韓銀珠, 1946년 2월 15일(79세) 서울 출생)와 결혼, 이후 일생 동안 군직의 길을 걸었고 한때 1968년 12월에서 이듬해 1969년 10월까지 베트남 전쟁에서 10개월간 참전하기도 한 그는 육군 중령 시절이던 1988년 6월 2일 육군 특전사령부 제5공수여단 예하 대대장 보임, 1995년 3월 2일 육군 제1사단 예하 공병연대장 전보 보임과 함께 육군 대령 진급, 1996년 6월 11일 육군 제1사단 예하 공병연대장 재직 시절 육군 준장 진급, 1998년 6월 18일을 기하여 육군 수도군단 예하 포병연대장 전보 보임된 이후 2000년 6월 11일을 기하여 대한민국 국방부 차관 예하 행정특보보좌관 직무대리 전보 보임되었으며 2달 지난 2000년 8월 26일을 기하여 육군 소장 진급하였고 그 후로도 2년간 국방부 행정차관보 직위를 지내다가 2002년 1월 23일을 기하여 육군 소장 예편하였다.
현재는 대한민국 국방대학교 명예교수를 지내고 있다.

### 학력
- 1968년 경기고등학교 졸업
- 1968년 대한민국 육군보병학교 졸업
- 1971년 대한민국 육군포병학교 졸업
- 1976년 중앙대학교 법학과 학사
- 1977년 대한민국 국방대학교 행정학사 22기
- 1979년 단국대학교 대학원 경제학과 경제학 석사
- 1981년 홍익대학교 대학원 산업공학과 공학석사
- 1982년 미국 캘리포니아 주립대학교 대학원 영어영문학과 문학석사
- 1983년 미국 플로리다 공과대학교 경영대학원 경영학 석사
- 1985년 대한민국 국방대학원 행정학 석사
- 1988년 미국 라이스 대학교 대학원 행정학과 행정학 박사

### 기타 이력
- 대한민국 국방대학교 명예교수
- 국민대학교 석좌교수

### 이외 이력
- 자유민주연합 국방외교행정과학특임고문(2002년 9월 27일 ~ 2003년 1월 1일)

## 가족 관계
- 그의 슬하 3녀 중 막내는 가수 겸 영화배우 및 기업가 윤현숙이다.